# Stade de Suisse, Wankdorf
Stade de Suisse Wankdorf este un stadion de fotbal din Berna, Elveția. El este stadionul pe care își dispută meciurile oficiale clubul BSC Young Boys și echipa națională de fotbal a Elveției.
Stadionul a fost gazdă la Campionatul European de Fotbal 2008.

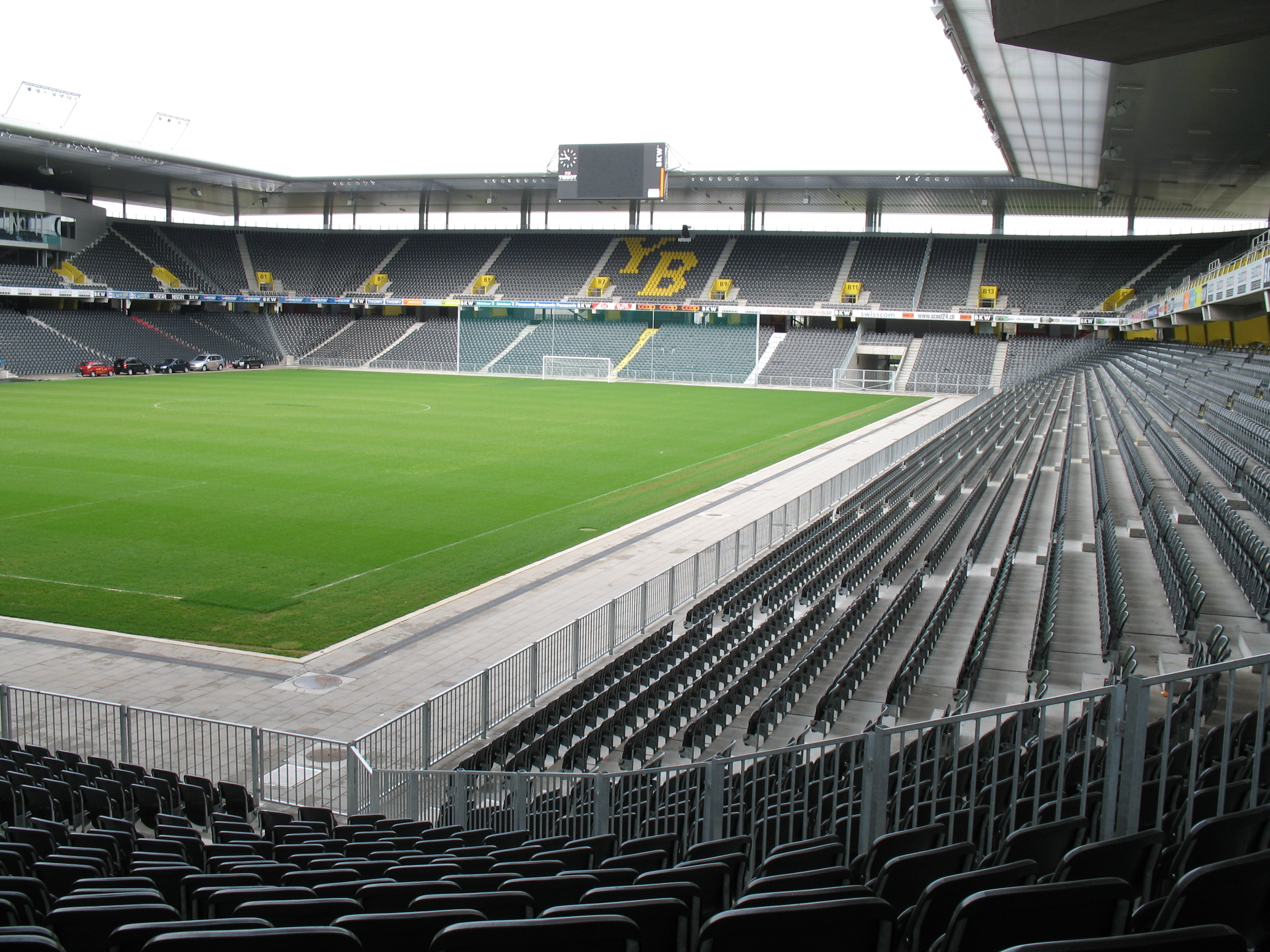